# The Innocent Man
The Innocent Man (hangeul : 세상 어디에도 없는 착한 남자 ; RR : Sesang Eodiedo Eomneun Chakan Namja ; romanisé : Sesang Eodiedo Eomneun Chakan Namja, lit. « Le Gentil gars jamais vu nulle part dans le monde ») est une série télévisée sud-coréenne datant de 2012, mettant en vedette Song Joong-ki, Moon Chae-won, et Park Si-yeon. La série est connue sur Netflix sous le titre Nice Guy. Il s'agit d'un mélodrame sombre mêlant trahison et romance,,,. Il a été diffusé sur KBS2, il contient 20 épisodes sortis du 12 septembre au 15 novembre 2012.

## Synopsis
Étudiant en médecine, intelligent et prometteur,, Kang Ma-ru (Song Joong-ki) est profondément amoureux de sa voisine un peu plus âgé, Han Jae-hee (Park Si-yeon), une journaliste de télévision,. Mais lorsque sa situation s'aggrave et que Jae-hee cherche désespérément à échapper à la pauvreté, elle rencontre l'homme qui change tout, un riche PDG qui l'initie à la vie tranquille. Alors elle tourne le dos à Ma-ru, choisissant l'argent plutôt que l'amour.
La trahison brutale a brisé Ma-ru, qui était non seulement en colère, mais un homme complètement changé. Des années plus tard, Mar-ru a 30 ans, travaille comme barman et gigolo, et n'est plus un « mec sympa ». Il rencontre ensuite Seo Eun-gi (Moon Chae-won), une jeune chaebol héritière qui se prépare à reprendre le conglomérat de son père,. Eun-gi est froide et calculatrice, avisée des affaires et élevée par son père pour ne jamais montrer d'émotion à personne,.
Ma-ru décide de se venger de son ex, Jae-hee, et de la faire tomber de sa position après sa sœur, Kang Cho-co (Lee Yu-bi) est transporté d'urgence à l'hôpital à cause de Jae-hee. Ma-ru n'a aucun plan au début, mais utilise Eun-gi pour se venger de Jae-hee,. Juste au moment où Ma-ru commence à aimer Eun-gi, elle découvre la vraie raison pour laquelle il l'a approchée et ils se séparent. Cependant, Eun-gi perd la mémoire dans un accident de voiture et réintègre la vie de Maru.

## Distribution

### Principal
- Song Joong-ki en Kang Ma-ru
- Kang Chan-hee : jeune Ma-ru, un étudiant en médecine intelligent mais pauvre qui doit s'occuper de sa petite sœur sans aucun parent. Il était amoureux de Jae-hee mais elle l'a quitté pour un PDG riche car elle a toujours rêvé d'être riche, mais elle a toujours aimé Ma-ru et nourrit toujours des sentiments pour lui. Six ans après le départ de Jae-hee, il est devenu arrogant et un playboy qui travaille comme barman. Il a approché Eun-gi dans le but de son plan de vengeance contre Jae-hee, mais il a commencé à s'occuper d'elle et est finalement tombé amoureux[19],[20],[21],[22],[23],[24],[25],[26].

- Moon Chae-won : Seo Eun-gi, une fille riche et arrogante mais qui a aussi un côté bienveillant. Elle fait tout pour protéger les souvenirs de sa mère qui a une relation troublée avec son père et sa belle-mère alors qu'elle les blâme pour le départ de sa mère et de sa mort. Elle tombe amoureuse de Ma-ru sans connaître la vraie raison pour laquelle il l'a approchée et elle souffre d'une perte de mémoire après avoir atterri dans un accident de voiture. Après sa perte de mémoire, elle est une personne beaucoup plus gentille qui cherche des indices afin de retrouver sa mémoire[27],[28],[29].

- Park Si-yeon : Han Jae-hee, bien qu'elle ait un cœur de pierre et aime Ma-ru, elle aimait l'argent plus que Ma-Ru et elle l'a quitté et est devenue la maîtresse du PDG et a eu son fils. Bien qu'elle et Eun-gi ne s'entendent pas et elle ne se soucie pas non plus d'elle et a essayé de la blesser de plusieurs façons. Elle envisage de reprendre la société Taesan après avoir tué son mari[30].

### Personnages secondaires
- Lee Kwang-soo : Park Jae-gil, le meilleur ami de Ma-ru et l'amant de Cho-co[31].
- Han Seo-jin : jeune Kang Cho-co, la sœur cadette de Ma-ru et l'amant de Jae-gil[32],[33],[34].
- Lee Sang-yeob : Park Joon-ha, le secrétaire et assistant d'Eun-gi qui l'aimait et la respectait[35].
- Kim Tae-hoon : Ahn Min-young, le secrétaire du PDG qui aime Jae-hee.
- Yang Ik-june en Han Jae-sik, le frère aîné de Jae-hee qui était violent envers elle.
- Kim Yeong-cheol : PDG Seo Jung-gyu, le père d'Eun-gi et d'Eun-seok, qui a trouvé Jae-hee et l'a prise comme maîtresse. Bien que de bon cœur, il se range du côté de Jae-hee plutôt que de sa fille car Eun-gi est têtu et agit parfois de manière enfantine. Il meurt plus tard dans la saison et donne ses biens et sa succession à Eun-gi, mais avant qu'elle ne puisse être en charge, elle atterrit dans un accident de voiture et souffre d'une perte de mémoire.
- Jin Kyung : Hyun Jung-hwa, l'assistante d'Eun-gi. Après l'accident de voiture qui a causé la perte de mémoire d'Eun-gi, elle l'a emmenée et s'est occupée d'elle pendant un an où personne ne pouvait la retrouver.
- Oh Yong : Jo Young-bae
- Jo Hwi-joon : Seo Eun-seok, le fils de Jae-hee et Jung-gyu, le demi-frère d'Eun-gi âgé de 4 ans. Il aime sa belle-sœur malgré sa grossièreté et sa haine envers lui, mais après sa perte de mémoire, elle est incapable de se souvenir de sa haine pour lui et se rapproche plutôt de lui.
- Kim Ye-won : Kim Yoo-ra[36]
- Oh Hee-joon : Han Jae-shik
- Jo Sung-ha : le Dr Seok Min-hyuk (ép. 1, 12, 20)
- Danny Ahn : Kim Jung-hoon (ép. 2—15)[37]

## Production
La série est écrite par Lee Kyung-hee, qui a déjà écrit Will It Snow for Christmas?, Thank, A Love to Kill, I'm Sorry, I Love You, et Sang Doo ! Let's Go to School,,.
Kim Jin-won était le réalisateur de Drama City pour les épisodes de Just an Ordinary Love Story, Crossing the Young-do Bridge, Guardian Angel Kim Yeong-goo, Snail Gosiwon, et The Last Flashman.
La série présente des amis et des anciens de la vie courante et qui est Running Man, avec la co-stars Song Joong-ki et Lee Kwang-soo pour la première fois depuis que Song a quitté l'émission de variétés,,,.

## Accueil
À partir de l'épisode 5, la série télévisé s'est classée en première place dans son créneau horaire pendant huit semaines consécutives jusqu'à la finale,,,,,,,.
| Ep.     | Date de diffusion originale | Part d'audience moyenne | Part d'audience moyenne | Part d'audience moyenne | Part d'audience moyenne |
| Ep.     | Date de diffusion originale | TNmS                    | TNmS                    | AGB Nielsen             | AGB Nielsen             |
| Ep.     | Date de diffusion originale | Nationwide              | Seoul                   | Nationwide              | Seoul                   |
| ------- | --------------------------- | ----------------------- | ----------------------- | ----------------------- | ----------------------- |
| 1       | 12 septembre 2012           | 10.7%                   | 10.9%                   | 10.5%                   | 11.5%                   |
| 2       | 13 septembre 2012           | 11.4%                   | 11.6%                   | 9.9%                    | 11.3%                   |
| 3       | 19 septembre 2012           | 13.9%                   | 14.6%                   | 13.8%                   | 14.5%                   |
| 4       | 20 septembre 2012           | 13.8%                   | 15.4%                   | 13.3%                   | 14.2%                   |
| 5       | 26 septembre 2012           | 14.5%                   | 14.8%                   | 14.0%                   | 15.7%                   |
| 6       | 27 septembre 2012           | 16.0%                   | 17.8%                   | 16.0%                   | 18.1%                   |
| 7       | 3 octobre 2012              | 17.9%                   | 18.6%                   | 17.3%                   | 18.6%                   |
| 8       | 4 octobre 2012              | 15.0%                   | 14.4%                   | 15.1%                   | 16.6%                   |
| 9       | 10Octobre 2012              | 15.8%                   | 17.3%                   | 15.3%                   | 17.3%                   |
| 10      | 11 octobre 2012             | 16.2%                   | 17.3%                   | 14.9%                   | 15.7%                   |
| 11      | 17 octobre 2012             | 15.0%                   | 16.5%                   | 14.3%                   | 15.3%                   |
| 12      | 18 octobre 2012             | 16.4%                   | 17.0%                   | 15.1%                   | 15.7%                   |
| 13      | 24 octobre 2012             | 18.2%                   | 18.7%                   | 17.1%                   | 18.8%                   |
| 14      | 25 octobre 2012             | 18.5%                   | 19.6%                   | 16.7%                   | 18.4%                   |
| 15      | 31 octobre 2012             | 17.1%                   | 17.6%                   | 18,3 %                  | 20,6 %                  |
| 16      | 1er novembre 2012           | 18,8 %                  | 19.8%                   | 17.1%                   | 18.8%                   |
| 17      | 7 novembre 2012             | 18.2%                   | 19.6%                   | 16.2%                   | 16.4%                   |
| 18      | 8 novembre 2012             | 16.8%                   | 18.1%                   | 18.2%                   | 19.7%                   |
| 19      | 14 novembre 2012            | 18.5%                   | 19.9%                   | 17.9%                   | 19.3%                   |
| 20      | 15 novembre 2012            | 18.6%                   | 20,2 %                  | 18.0%                   | 19.4%                   |
| Moyenne | Moyenne                     | 16.1%                   | 17.0%                   | 15.3%                   | 16.8%                   |

## Prix et nominations
| Année | Prix                                             | Catégorie                                                 | Artiste                        | Résultat   | Réf.   |
| ----- | ------------------------------------------------ | --------------------------------------------------------- | ------------------------------ | ---------- | ------ |
| 2012  | 20th Korean Culture and Entertainment Awards     | Prix d'excellence, acteur                                 | Song Joong-ki                  | Lauréat    | [ 60 ] |
| 2012  | 1er K-Drama Star Awards                          | Prix d'Excellence, Acteur                                 | SongJoong-ki                   | Lauréat    | [ 61 ] |
| 2012  | 1er K-Drama Star Awards                          | Prix d'Excellence, Actrice                                | Moon Chae-won                  | Nomination |        |
| 2012  | KBS Drama Awards                                 | Prix du Meilleur Couple                                   | Song Joong-ki et Moon Chae-won | Lauréat    | [ 62 ] |
| 2012  | KBS Drama Awards                                 | Prix des internautes                                      | Song Joong-ki                  | Lauréat    | [ 62 ] |
| 2012  | KBS Drama Awards                                 | Prix des internautes                                      | Moon Chae-won                  | Lauréat    | [ 62 ] |
| 2012  | KBS Drama Awards                                 | Meilleure nouvelle actrice                                | Lee Yu-bi                      | Nomination | [ 62 ] |
| 2012  | KBS Drama Awards                                 | Meilleur second rôle                                      | Lee Kwang-soo                  | Nomination | [ 62 ] |
| 2012  | KBS Drama Awards                                 | Meilleur second rôle                                      | Lee Sang-yeob                  | Nomination | [ 62 ] |
| 2012  | KBS Drama Awards                                 | Meilleure actrice dans un second rôle                     | Jin Kyung                      | Nomination | [ 62 ] |
| 2012  | KBS Drama Awards                                 | Prix d'excellence, acteur dans un long métrage dramatique | Song Joong-ki                  | Nomination | [ 62 ] |
| 2012  | KBS Drama Awards                                 | Prix d'excellence, actrice dans un drama de long-métrage  | Moon Chae-won                  | Nomination | [ 62 ] |
| 2012  | KBS Drama Awards                                 | Prix d'excellence, actrice dans un drama de long-métrage  | Park Si-yeon                   | Nomination | [ 62 ] |
| 2012  | KBS Drama Awards                                 | Prix d'excellence, acteur                                 | SongJoong-ki                   | Lauréat    | [ 62 ] |
| 2012  | KBS Drama Awards                                 | Prix d'excellence, actrice                                | Moon Chae-won                  | Lauréat    | [ 62 ] |
| 2013  | 49e Baeksang Arts Awards                         | Meilleure nouvelle actrice (TV)                           | Lee Yu-bi                      | Nomination | [ 63 ] |
| 2013  | 7e Mnet 20's Choice Awards                       | Étoile montante des années 2020 - Femme                   | Lee Yu-bi                      | Nomination |        |
| 2013  | 8e Prix Internationaux d'Art Dramatique de Séoul | Bande originale de drama coréen exceptionnelle            | Love Is Like Snowflake - Junsu | Nomination | [ 64 ] |
| 2013  | 8e Prix Internationaux d'Art Dramatique de Séoul | Bande originale de drama coréen exceptionnelle            | Really - Song Joong-ki         | Nomination | [ 64 ] |
| 2013  | 8e Prix Internationaux d'Art Dramatique de Séoul | Acteur Coréen Exceptionnel                                | Song Joong-ki                  | Nomination | [ 65 ] |
| 2013  | 8e Prix Internationaux d'Art Dramatique de Séoul | Actrice Coréenne Exceptionnelle                           | Moon Chae-won                  | Nomination | [ 65 ] |
| 2013  | 8e Prix Internationaux d'Art Dramatique de Séoul | Drama coréen exceptionnel                                 | The Innocent Man               | Nomination | [ 65 ] |